# Ilusión de Delboeuf

Aunque los dos discos oscuros rodeados por un círculo son del mismo tamaño, el disco izquierdo parece más pequeño que el derecho.

La ilusión de Delboeuf es una ilusión óptica que altera la percepción de las dimensiones relativas. En la versión más conocida de la ilusión, dos círculos de la misma medida son colocados cercanos uno a otro y son circundados, uno por círculos de un tamaño mayor y el otro por círculos de menor tamaño; el primer círculo central parecerá más pequeño que el otro.
Es denominada así en honor a su descubridor, el psicólogo francés Joseph Delboeuf (1831-1896) que lo descubrió en 1865. 
La ilusión de Delboeuf nos muestra que la percepción del tamaño de las cosas es relativa al entorno en el que se encuentran. Esta ilusión visual consta de dos círculos, rodeados cada uno de ellos por un anillo. Aunque a priori los dos círculos puedan parecer de distinto tamaño, pareciendo el de la derecha más grande que el círculo de la izquierda, nada más lejos de la realidad. Los dos círculos son exactamente del mismo tamaño. Lo que hace que nuestra percepción sea distinta ante ambos círculos es el anillo que los rodea. El anillo de la derecha, al estar más pegado al círculo, hace que percibamos el círculo mucho mayor que el círculo de la izquierda, que tiene el anillo más alejado. Esto se debe a que el anillo crea un contexto específico en el que los círculos se perciben de manera diferente.